# Awilda
Awilda (fl. V secolo) è stata una piratessa scandinava. Pare sia vissuta nel V secolo, ma la sua reale esistenza è dubbia. Potrebbe infatti essere una variante della leggenda di Alf e Alfhild.

## Biografia
Awilda era la figlia di un re scandinavo (goto, secondo The Pirates Own Book). Quando suo padre organizzò il suo matrimonio con il principe ereditario di Danimarca, Alf, lei si ribellò e, insieme ad altre donne, si travestì da marinaio e partì con una nave nel Mar Baltico. Durante la navigazione, l'equipaggio formato da sole donne, incontrò una nave pirata sulla quale era da poco morto il capitano. Quattro giorni dopo, dopo aver mostrato il suo valore, Awilda divenne capitano della nave. 
La sua ciurma divenne nota e temuta in tutta la Scandinavia. Allora il re di Danimarca inviò i suoi uomini migliori per combattere contro di loro, guidati dal figlio Alf. Quando Awilda lo vide, fu così impressionata dal suo coraggio, che fermò la battaglia e dopo essersi fatta riconoscere, accettò di sposarlo.